# Jarov (okres Plzeň-sever)
Jarov je obec v okrese Plzeň-sever v Plzeňském kraji. Leží dvanáct kilometrů jižně od Kralovic. Žije v ní 145 obyvatel. Obec je součástí Mikroregionu Dolní Střela.

## Historie
První písemná zmínka o vesnici v potvrzení majetku plaského cisterciáckého kláštera papežem Inocencem IV. pochází z roku 1250. Václav Kočka uvedl, že vsi bylo na počátku 15. století 17 usedlostí, z nichž byly dvě zničeny za husitských válek. Během náboženských válek přešla ves z majetku kláštera do majetku šlechty, počátkem 16. století se nakrátko vrátila do držení kláštera a následně ji vlastnil Albrecht z Gutštejna. V roce 1539 se stala součástí panství Floriána Gryspeka a v držení rodu Gryspeků zůstala až do konfiskace jejich majetku roku 1623 králem Ferdinandem II. V průběhu třicetileté války bylo 10 z 15 usedlostí vypáleno. Ves se vrátila do majetku plaského kláštera, který ji držel až do svého zrušení v roce 1785. Po zrušení kláštera přešlo celé plaské panství pod správu náboženského fondu a v roce 1826 do majetku kancléře Metternicha.

## Okolí
Jarov sousedí na severu s Dobříčí, na západě s Kaceřovem, na jihu s Chotinou a na severozápadě s Kaznějovem. Přibližně 1,5 kilometru jihozápadně od Jarova leží lesní samota Třebekov, nedaleko které se rozkládají zbytky středověkého hospodářského dvora Třebokov.

## Obyvatelstvo
| Rok            | 1869 | 1880 | 1890 | 1900 | 1910 | 1921 | 1930 | 1950 | 1961 | 1970 | 1980 | 1991 | 2001 | 2011 | 2021 |
| -------------- | ---- | ---- | ---- | ---- | ---- | ---- | ---- | ---- | ---- | ---- | ---- | ---- | ---- | ---- | ---- |
| Počet obyvatel | 396  | 391  | 395  | 331  | 337  | 332  | 268  | 186  | 182  | 150  | 160  | 122  | 137  | 136  | 131  |
| Počet domů     | 50   | 53   | 54   | 53   | 51   | 50   | 52   | 53   | 47   | 45   | 38   | 35   | 53   | 54   | 58   |

## Obecní symboly
Znak a vlajka byly obci uděleny rozhodnutím předsedy Poslanecké sněmovny Parlamentu České republiky dne 19. listopadu 2009.

## Pamětihodnosti
- zbytky středověkého hospodářského dvora Třebokov
- Venkovské usedlosti čp. 12, 21 a 42
- dva špýchary u čp. 1
- sroubek u čp. 2

## Osobnosti
V třebekovské myslivně se 19. července 1815 narodil František Alexander Heber, badatel českých hradů a spisovatel díla Böhmens Burgen, Vesten und Bergschlösser (České hrady, tvrze a zámky na vrchách). Sedmi vydanými díly této práce se stal zakladatelem české vědy o hradech (kastellologie). Zemřel na průzkumné cestě 29. července 1849 v Náchodě.